# Riuttasjärvi
Riuttasjärvi är en sjö i kommunen Parkano i landskapet Birkaland i Finland. Sjön ligger 120,5 meter över havet. Den är 13 meter djup. Arean är 1,79 kvadratkilometer och strandlinjen är 24,76 kilometer lång. Sjön  ingår i Kumo älvs huvudavrinningsområde.   Den ligger omkring 71 km nordväst om Tammerfors och omkring 230 km norr om Helsingfors. 
I sjön finns öarna Ruumissaari, Leikonsaari, Mertasaari och Isoniemi. 